# Aristochromis christyi
Aristochromis christyi là một loài cá thuộc họ Cichlidae. Nó được tìm thấy ở Malawi, Mozambique, và Tanzania. Môi trường sống tự nhiên của chúng là hồ nước ngọt. Hiện chỉ có loài này trong chiAristochromis.
Đây là loài cá săn mồi có kích thước lớn (30 cm) và là loài đặc hữu của Hồ Malawi ở Đông Phi.